# Strombocactus
Strombocactus é um gênero botânico da família cactaceae.

## Espécies
- Strombocactus disciformis (DC.) Britton & Rose

## Subespécies
- Strombocactus disciformis f. cristata (DC.) Britton & Rose
- Strombocactus disciformis ssp. esperanzae Glass & S. Arias